# 道藏精華
《道藏精華》，全套17集，大32開本，精裝75冊，普及本平裝104冊，外集兩種，當代道學權威、文山遁叟蕭天石先生精心審訂主編，臺灣自由出版社出版。1944年蕭天石先生三十六歲時出任四川省灌縣縣長， 因青城山易心瑩道長之遠見卓識，而盡得其藏經樓之丹道秘籍，安全攜歸臺灣，《道藏精華》即濫觴於此。所選錄道家道教典籍之古本、孤本、鈔本秘籍，共達八百餘種，註釋集解者，則達千餘家。其搜羅之廣博、內容之精湛、版本之名貴、選刊之謹嚴，堪稱四絕。 

## 外部連結
- （繁體中文）白云深处人家(中華傳統道家道教文化資料下載)